# 姫路2女性殺害事件
姫路2女性殺害事件（ひめじにじょせいさつがいじけん）とは、2005年（平成17年）1月9日に兵庫県姫路市で発生した殺人・死体損壊・死体遺棄事件である。

## 事件の概要

### 容疑者の逮捕まで
2005年1月20日、当時23歳の女性会社員（以下A）と、Aの高校時代からの友人である23歳の女子専門学校生（以下B）が失跡した。Aの室内には現金がそのまま残されていたため、事件性を感じたAの両親が姫路警察署に捜索願を出した。Aの両親は連日姫路警察署に相談しに行ったが、担当の刑事は「年間1200人もの捜索願が出ているので、相手できない」と相手にせず、捜査に動こうとしなかった。
1月22日、姫路警察署ではまともな捜査が行われないと考えたAの両親は、知人のつてを頼り兵庫県警警察官の飛松五男巡査部長と接触。Aの両親は飛松に対し、Aが失踪する少し前に、Aが「ウエダ」と名乗る男を彼氏として連れてきたこと（以下、男をT）、Tは29歳で資産家の息子だと言っていたことを伝え（実際は39歳）、Tの調査を依頼した。飛松は「ウエダ」の車のナンバーからTの本名と住所を突き止め、Tを張り込むのと同時に姫路警察署に通報した。
1月29日、飛松の調査結果に基づき、姫路警察署は署員2名をTの自宅へ向かわせた。署員はTの同意を得て室内に入り調査したところAはおらず、代わりに手錠をかけられて意識がもうろうとした別の少女（以下C）を確認した。署員がCに質問したところ、Cが「帰らへん」「ここにおる」と答えたため、また、Tに任意同行を求めたが断られたため、そのまま引き上げてしまった。姫路警察署の対応に納得がいかなかったAの両親は再び飛松に応援を求めた。飛松がTの自宅前にてTを尋問したところ、Tが覚醒剤を打っているような反応を示したために、飛松はTを問い詰めた後に相生警察署へ通報した。通報から1時間半後に相生警察署が駆けつけ男を連行しCを保護、翌日の1月30日に覚醒剤取締法違反により男は緊急逮捕された。
Tは2004年（平成16年）12月、Aと知り合い、交際を開始した。この時、Tは資産が殆どなかったにも関わらずAに対して「父親が金属加工会社を経営しているので、金はある」「家2軒とクルーザーを持っている」と資産家ぶりを誇示していた。また、TはAに「月20万円で事務員を雇いたいので誰か紹介して欲しい」という話を持ちかけ、Aがこの話をBに伝えた上でTを紹介したことでBとも付き合うようになった。

### 裁判開始まで
逮捕から3か月後の4月12日、Tは兵庫県警の調べに対して「2人を殺害して遺体をバラバラにし、上郡町の山林と飾磨港に捨てた」と供述、Aとその友人Bを殺害し、遺体をバラバラにして海や山に捨てたことを自供した。事件は大々的に報じられ、Aの両親の告発により姫路警察署の捜査の内容が明るみに出たこと、更に警察がマスコミに対して「Aが風俗嬢」だという「虚偽」とされる情報をリークしていたことも判明し、姫路警察署は批判にさらされた。12月、姫路警察署の幹部がA宅を訪ねAの両親に土下座する様子を隠し撮りされた映像がテレビで流された。
また、Tについての前科も報じられた。Tは事件を起こす4年前に車の追突事故を起こし、27歳の主婦と2歳次女を死亡させ、4歳長女にも重傷を負わせた。Tは1年2か月の実刑判決を受け服役、仮出所から2か月余りしか経過していなかった中での殺害事件であった。
兵庫県警はTの供述に基づき、飾磨区の飾磨港や上郡町の山中を捜索したところ、飾磨港の海底から頭部など複数の人骨を発見。発見された人骨のDNA鑑定を行った結果、AとBのDNA型と一致した。これを受けて兵庫県警は殺人・死体遺棄事件と見て相生警察署に捜査本部を設置。TをAとBに対する死体遺棄容疑で再逮捕する方針を固めた。また、Tの自宅を捜索したところ、AとBの血痕が付着した消火器を発見した。
5月10日、兵庫県警はTをAとBに対する死体遺棄容疑で再逮捕した。5月20日には殺人容疑で再逮捕した。

## 刑事裁判

### 第一審・神戸地裁姫路支部
TはA、Bに対する殺人罪・死体損壊・死体遺棄罪で起訴された。裁判では以下の事実が明らかになった。Tは風俗店で、当時風俗嬢として働いていたAと知り合った（つまり、警察の「Aが風俗嬢」という情報は「虚偽」ではなかった）。Tは「資産家の息子」の「ウエダ」と名乗り、Aと交際するようになった。交際当初、Aは度々Tに高級ブランド品を買うよう求め、Tもそれに応じていたが、すぐにお金が尽きてしまい、実際には資産家の息子ではないこともAに発覚してしまった。激昂したAは暴力団関係者であるAの伯父の力を笠に着て、Tに対して高級ブランド品や現金を再三要求するようになり、Tに対して暴力を振るうようにもなった。事件当日、精神的に追い込まれていたTはAに抵抗、もつれあう形で倒れ込み、その際、そばに合ったハンマーでAを殴って殺害した。このとき、偶然に居合わせたBも口封じのために殺害された。弁護人は、Tが資産家の息子ではないと分かっていながらもAから強く金銭を要求され続け、追い込まれた末の犯行だったとして情状酌量を求めた。
2009年（平成21年）3月17日、神戸地方裁判所姫路支部（松尾嘉倫裁判長）は被告人Tに検察官の求刑通り死刑判決を言い渡した。Tは判決を不服として即日控訴した。

### 控訴審・大阪高裁
2010年（平成22年）10月15日、大阪高等裁判所（湯川哲嗣裁判長）は「被告の刑事責任はこの上なく重く、極刑をもって贖罪させるべきだと断じた一審判決は是認できる」として一審・神戸地裁姫路支部の死刑判決を支持、被告側の控訴を棄却した。Tは判決を不服として上告した。

### 上告審・最高裁第一小法廷
2013年（平成25年）11月25日、最高裁判所第一小法廷（金築誠志裁判長）は「残虐性が著しく、2人の生命を奪った結果は極めて重大。計画性がないことを考慮しても、死刑判断は認めざるを得ない」として被告側の上告を棄却する判決を言い渡したため、Tに対する死刑判決が確定した。

## 死刑確定後
2021年（令和3年）9月20日時点でTは死刑囚（死刑確定者）として大阪拘置所に収監されている。一方、AとBの遺体の一部は未だに発見されていない。

## 事件を題材にした作品
- 片岡健『平成監獄面会記　重大殺人犯７人と１人のリアル』笠倉出版社、2019年。ISBN 4773089598。 - 犯人の男との面会記が収録された書籍。
- 漫画・塚原洋一、原作・片岡健『マンガ 「獄中面会物語」』笠倉出版社、2019年。ISBN 4773072202。